# 누카다케촌
누카다케촌(奴加岳村)은 나가사키현 시모아가타군에 있던 촌이다. 

## 역사
- 1908년 4월 1일 - 도서정촌제 시행에 의해 시모아가타군 누카다케촌이 성립하였다.
- 1955년 3월 20일 - 니이촌과 합병해 도요타마정이 성립하여, 니이촌은 소멸하였다.

## 지명
- 우보리(卯麦)
- 오오츠나(大綱)
- 카이구치(貝口)
- 가라스(唐洲)
- 고즈나(小綱)
- 사호(佐保)
- 시다우라(志多浦)
- 다 (田)
- 마키(廻)
- 메이(銘)

## 참고문헌
- 角川日本地名大辞典 42 長崎県
- 平山棐 編『津島紀事』313頁-350頁（1917年）国立国会図書館デジタルコレクション